# Children of the Bride
Children of the Bride er en amerikansk film fra 1990 af Jonathan Sanger.

## Medvirkende
- Rue McClanahan som Margret Becker
- Kristy McNichol som Mary
- Jack Coleman som Dennis Becker
- Anne Bobby som Anne
- Conor O'Farrell som Andrew Becker
- Patrick Duffy som John Hix
- Beverley Mitchell som Jersey Becker
- Casey Wallace som Amy Becker